# Rockton
Rockton és una població dels Estats Units a l'estat d'Illinois. Segons el cens del 2000 tenia 5.296 habitants.

## Demografia
Segons el cens del 2000, Rockton tenia 5.296 habitants, 1.930 habitatges, i 1.464 famílies. La densitat de població era de 580,9 habitants/km².
Dels 1.930 habitatges en un 42,3% hi vivien nens de menys de 18 anys, en un 65,2% hi vivien parelles casades, en un 8,4% dones solteres, i en un 24,1% no eren unitats familiars. En el 20,6% dels habitatges hi vivien persones soles el 8,5% de les quals corresponia a persones de 65 anys o més que vivien soles. El nombre mitjà de persones vivint en cada habitatge era de 2,72 i el nombre mitjà de persones que vivien en cada família era de 3,18.
Per edats la població es repartia de la següent manera: un 31,1% tenia menys de 18 anys, un 6,2% entre 18 i 24, un 31,4% entre 25 i 44, un 21,5% de 45 a 60 i un 9,8% 65 anys o més.
L'edat mediana era de 35 anys. Per cada 100 dones de 18 o més anys hi havia 93 homes.
La renda mediana per habitatge era de 57.292 $ i la renda mediana per família de 62.863 $. Els homes tenien una renda mediana de 47.321 $ mentre que les dones 32.771 $. La renda per capita de la població era de 24.078 $. Aproximadament l'1,4% de les famílies i l'1,3% de la població estaven per davall del llindar de pobresa.

## Poblacions més properes
El següent diagrama mostra les poblacions més properes.